# Comté de Chautauqua (New York)
Pour les articles homonymes, voir Comté de Chautauqua.
Le comté de Chautauqua est un comté situé dans l'État de New York, aux États-Unis. Son chef-lieu se situe à Mayville. Chautauqua possède un lac, autour duquel furent organisés des cours d'été devenus des ateliers après 1874. Ces ateliers libres y ont encore lieu : Sur ses bords, on peut assister à des lectures publiques, concerts, symposia, dirigés par des gens de tous horizons (peintres, philosophes, écrivains, compositeurs, etc.) Walt Whitman, Henry David Thoreau ou encore son ami Emerson, Tucker Zimmerman entre autres artistes, ont fréquenté ses bords).

## Histoire
Le comté a été fondé en 1808. Dans la langue des Amérindiens Sénécas, Chautauqua signifie : « lieu où le poisson a été enlevé ».

## Comtés adjacents
- comté d'Érié, au nord-est,
- comté de Cattaraugus, à l'est,
- comté de Warren, en Pennsylvanie au sud-est,
- comté d'Érié, en Pennsylvanie au sud-ouest,

## Municipalités du comté
| Villes                | Communes | Communes | Villages |
| --------------------- | --- | --- | --- |
| - Dunkirk - Jamestown | - Arkwright - Busti - Carroll - Charlotte - Chautauqua - Cherry Creek - Clymer - Ellery - Ellicott - Ellington - French Creek - Gerry - Hanover - Harmony | - Kiantone - Mina - North Harmony - Poland - Pomfret - Portland - Ripley - Sheridan - Sherman - Stockton - Villenova - Westfield | - Bemus Point - Brocton - Cassadaga - Celoron - Cherry Creek - Falconer - Forestville - Fredonia - Lakewood - Mayville - Panama - Sherman - Silver Creek - Sinclairville - Westfield |

## Population
| Groupe            | Comté de Chautauqua | New York | États-Unis |
| ----------------- | ------------------- | -------- | ---------- |
| Blancs            | 92,6                | 66,8     | 72,4       |
| Afro-Américains   | 2,4                 | 15,9     | 12,6       |
| Métis             | 2,0                 | 3,0      | 2,9        |
| Autres            | 2,0                 | 7,5      | 6,4        |
| Asiatiques        | 0,5                 | 7,3      | 4,8        |
| Amérindiens       | 0,5                 | 0,6      | 0,9        |
| Total             | 100                 | 100      | 100        |
|                   |                     |          |            |
| Latino-Américains | 6,1                 | 17,6     | 16,7       |

Selon l'American Community Survey, pour la période 2011-2015, 92,49 % de la population âgée de plus de 5 ans déclare parler l'anglais à la maison, 4,52 % déclare parler l'espagnol, 0,71 % l'allemand, 0,60 % le allemand de Pennsylvanie et 1,68 % une autre langue.